# Michel (évêque d'Avranches)
Pour les articles homonymes, voir Michel.
Michel (Michael) est un évêque d'Avranches de la fin du XIe siècle.

## Biographie
D'origine italienne, il devient chapelain de Guillaume le Conquérant. La seule apparition en cette qualité est par un diplôme délivré à Winchester le 11 mai 1068. 
Clerc, il succède à Jean d'Ivry devenu archevêque de Rouen, sur le siège d'Avranches en 1068. Cette nomination est vraisemblablement dus à l'influence de Lanfranc. Sa désignation illustre la volonté du roi-duc de sélectionner des hommes ayant une formation ecclésiastique adéquat pour l'épiscopat, plutôt que simplement ceux qui ont des relations étroites avec le pouvoir. Richard Allen voit dans le choix du diocèse d'Avranches une préférence dus à une connaissance de la Normandie et peut-être même avec la ville d'Avranches elle-même. Il a pu être attiré comme d'autres italiens avant lui par la proximité au Mont-Saint-Michel et ce centre intellectuel réputé à l'époque, hypothèse soutenue par Jean-Jacques Desroches et appuyée par les propos d'Orderic Vital qui dit de lui qu'il est un homme de science et de piété considérable. Homme cultivé qui gouverne son diocèse durant près de vingt ans, il est présent à tous les événements religieux du duché, présent dans 24 actes ducaux, presque autant que pour ses quatre prédécesseurs réunis.
Participant régulier lors des grandes réunions ecclésiastiques, il a été désigné par le duc comme médiateur lors des conflits au sein de la communauté religieuse. C'est notamment le cas dans le conflit qui oppose en 1073 l'abbaye Saint-Ouen de Rouen à l'archevêque Jean d'Ivry,. 
Selon David Bates, il a également agi à titre judiciaire. Il officie également lors d'autres cérémonies importantes, comme lors de la consécration en 1077 du nouvel évêque de Lisieux Gilbert Maminot, alors que l'archevêque Jean vient de subir une attaque d'apoplexie,.
La mort du Conquérant et l'accession de Robert II de Normandie au pouvoir ducal marque la fin d'une relation privilégiée avec le pouvoir. L'échec de la rébellion menée en Angleterre contre son frère Guillaume le Roux en mars 1088, Robert accorde, dans une tentative désespérée de lever des fonds, le Cotentin et l'Avranchin, y compris la ville d'Avranches, à son frère Henri Beauclerc en échange de 3 000 livres. Coupé du reste du duché, Avranches était désormais sous la « tutelle » d'Henri, bien que Michel ait été apparemment consentant aux termes de l'accord. Ceci affecte sa relation avec Robert et il disparaît quasi entièrement des actes ducaux. D'autre part, Hollister voit dans cet accord une proximité, voire la marque d'un partisan d'Henri.
Il obtient en 1091 une confirmation de l'archevêque de Rouen Guillaume Bonne-Âme concernant une possession très de la cathédrale, la forêt de Vièvre donnée en 1066 par Guillaume le Conquérant. Cet acte tenu à Rouen, probablement en même temps que le concile de juin 1091 pour l'élection d'un nouvel évêque de Sées, Serlon d'Orgères, en présence du duc Robert, montre qu'il se réfère désormais à l'archevêque comme seule autorité.
Il meurt le 26 janvier 1094,.